# Ceet Fouad
Ceet Fouad [prononcer : “see-tee”], né le 29 mars 1971 à Oran (Algérie), est un peintre graffeur français.

## Biographie
Ceet Fouad est né en Algérie de parents marocains. Il arrive en France en 1978, à Toulouse, alors qu’il a sept ans. Durant son adolescence, il tague des trains avec des amis, puis participe à divers collectifs de graffeurs, La Terrasse Possee, ABS, TruSkool et TRUMAC.
En 2002 (ou 2001), il voyage en Chine, à Shenzhen, pour la première fois. « Je suis arrivé là-bas un peu par hasard. Une société américaine, qui avait entendu parler de moi, m'a demandé de décorer une, puis plusieurs boutiques de vêtements à Shenzhen. J'y suis allé 10 jours, puis j'y suis retourné encore plusieurs fois, et j'y suis resté », raconte-t-il.
Il collabore avec Adidas, entre 1997 et 2004, période pendant laquelle il voyage aux États-Unis. Dans le Bronx, à New York, il rencontre les membres du collectif TATS CRU. Il travaille pour d'autres marques, comme Prada ou Lancel.
Depuis 2003, Ceet Fouad est basé à Hong Kong, où il se fait un nom comme graffeur, et homme d’affaires. Il crée sa propre résidence d’artiste, le Jardin Orange à Shenzhen, où il invite régulièrement d’autres peintres, sur le modèle de la fondation Montresso à Marrakech, appelée le Jardin Rouge, où il expose régulièrement depuis 2014 en compagnie d’autres artistes comme Jace,. Il expose régulièrement dans le monde entier, de Singapour à la Réunion et de Chine en Allemagne.
En 2019, il réalise une imposante fresque murale sur un immeuble toulousain du quartier Empalot.
En 2022, deux de ses amis graffeurs qui l'accompagnaient à New York, Pierre Audebert et Julien Blanc, meurent dans un accident dans le métro de la ville.

## Œuvre
Son œuvre est marquée par un personnage récurrent, un poulet qu'il nomme Le Chicanos. Ce personnage lui a été inspiré à la suite de son arrivée en Chine où, ne parlant pas la langue, il dessine un poulet sur le coin d’une table pour se faire comprendre. Par la suite, ce personnage évolue vers l'humour et symbolise son isolement dans une Chine surpeuplée.

## Expositions notables
- 1997 : Biennale d'Art contemporain de Lyon
- 1999 : Musée d'Art moderne, Vienne

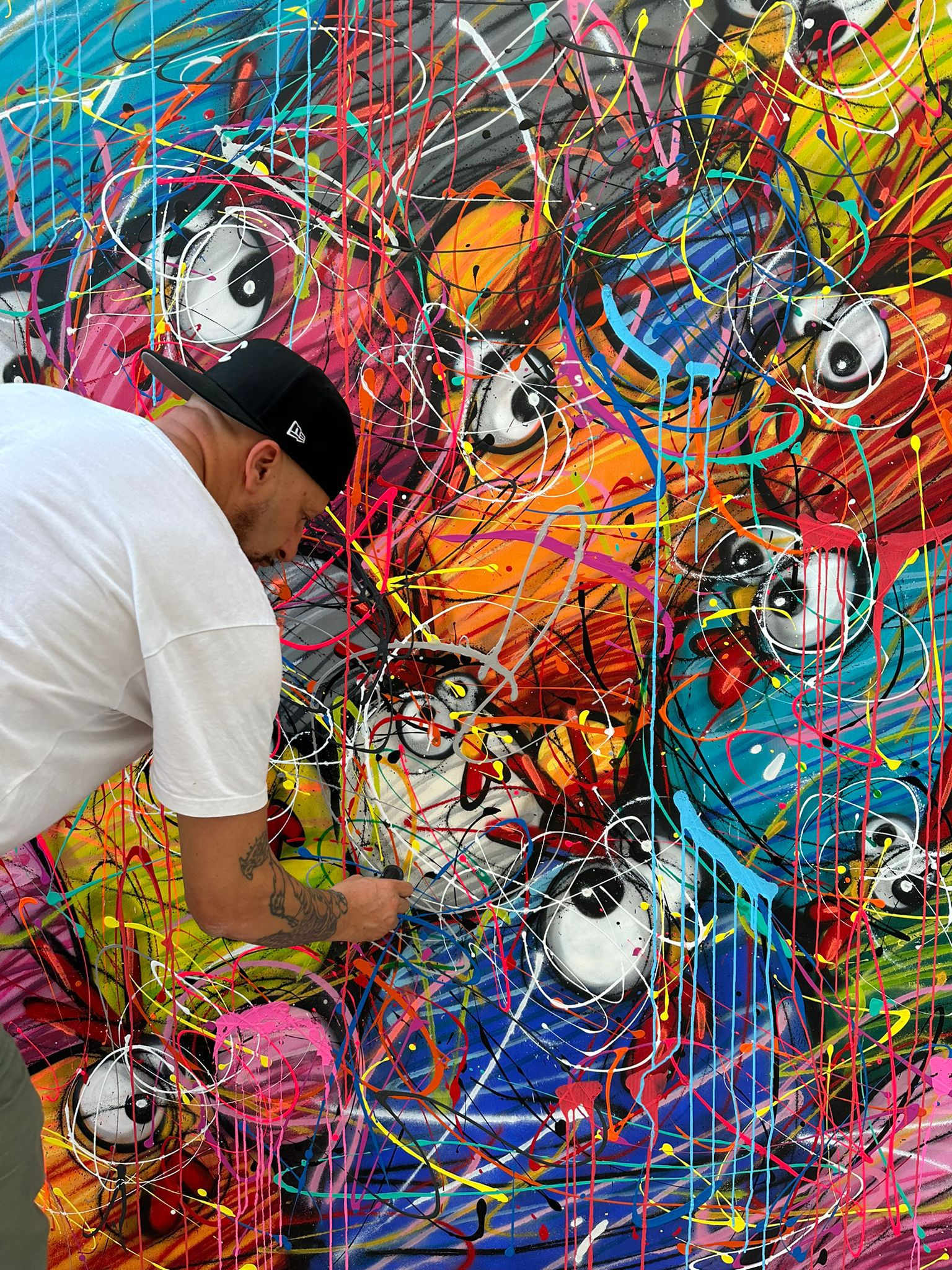
Ceet Fouad au travail.

- 2000 : Musée des Arts et Traditions Populaires de Paris
- 2001 : Musée de Castres
- 2007 : Shenzhen - Hong Kong Bi-City Biennale of Urbanism and Architecture
- 2015 : UrbanArt Biennale de Völklingen[12]
- 2015 : French May Festival, Hong Kong[13],[14]
- 2016 : Pop-Up Show au Centre Pompidou à Paris.
- 2017 : Amanda Wei Gallery Hong Kong - Art Stage (Off The Wall) Jakarta - Affordable Art Fair Hong Kong - Jardin Orange gallery Shenzhen
- 2018 : Alain Daudet gallery Toulouse - Idroom Gallery Genève - Galerie Very Yes Saint-Pierre de la Réunion
- 2019 : Biennale Urban Art Museum Völklingen - Art Fair Taipe Taiwan - Amanda Wei Gallery Hong Kong
- 2019 : BCK Art Gallery, Marrakech[15]
- 2022 : Amanda Wei Gallery, Hong Kong[16]
- 2024 : Rose Studio Art Gallery[17]

## Catalogues d'exposition
- (en) Anne Devailly (autrice du texte), CeeT Fouad, I believe I can touch the sky, Amanda Wei Gallery, 2019

## Expérience de DJ
Ceet Fouad a aussi officié en tant que DJ. Il s’est d'abord fait connaître sous le pseudonyme de DJ Patrick Douchafleur, puis DJ Colonel Douchafleur et finalement DJ Ceet.